# Eccellenza Molise 2006-2007
Il campionato italiano di calcio di Eccellenza regionale 2006-2007 è stato il sedicesimo organizzato in Italia. Rappresenta il sesto livello del calcio italiano.
Questi sono i gironi organizzati dal comitato regionale della regione Molise.

## Squadre partecipanti
| Squadra                               | Città                            |
| ------------------------------------- | -------------------------------- |
| A.S. Atletico Trivento                | Trivento (CB)                    |
| U.S. Calcio Montenero                 | Montenero di Bisaccia (CB)       |
| U.S. Campobasso 1919                  | Campobasso (CB)                  |
| A.S.D. G.S. Capriatese                | Capriati a Volturno (CE)         |
| A.S.D. Comprensorio Provincia Isernia | Isernia (IS)                     |
| A.S.D. Frosolone                      | Frosolone (IS)                   |
| F.C. Guglionesi                       | Guglionesi (CB)                  |
| Pol. Mafalda                          | Mafalda (CB)                     |
| A.S.D. Monti Dauni                    | Castelnuovo della Daunia (FG)    |
| Olympia Agnonese A.S.D.               | Agnone (IS)                      |
| Pol. Roccavindola                     | Montaquila (IS)                  |
| A.S. San Giacomo Basso Molise         | San Giacomo degli Schiavoni (CB) |
| A.S. Santeliana                       | Sant'Elia a Pianisi (CB)         |
| S.S. Scapoli                          | Scapoli (IS)                     |
| U.S. Sesto Campano                    | Sesto Campano (IS)               |
| U.S. Termoli 1920                     | Termoli (CB)                     |

## Classifica finale
|  | Pos. | Squadra                               | Pt | G  | V  | N  | P  | GF | GS | DR  |
|  | ---- | ------------------------------------- | -- | -- | -- | -- | -- | -- | -- | --- |
|  | 1.   | Pol. Olympia Agnonese                 | 61 | 30 | 18 | 7  | 5  | 59 | 37 | +22 |
|  | 2.   | A.S. Atletico Trivento                | 60 | 30 | 18 | 6  | 6  | 52 | 29 | +23 |
|  | 3.   | F.C. Guglionesi                       | 59 | 30 | 17 | 8  | 5  | 47 | 27 | +20 |
|  | 4.   | U.S. Campobasso 1919                  | 54 | 30 | 16 | 6  | 8  | 50 | 31 | +19 |
|  | 5.   | U.S. Termoli                          | 52 | 30 | 15 | 7  | 8  | 40 | 21 | +19 |
|  | 6.   | U.S. Sesto Campano                    | 48 | 30 | 13 | 9  | 8  | 46 | 32 | +14 |
|  | 7.   | Pol. Mafalda                          | 47 | 30 | 13 | 8  | 9  | 54 | 28 | +26 |
|  | 8.   | G.S. Capriatese                       | 44 | 30 | 12 | 8  | 10 | 43 | 43 | 0   |
|  | 9.   | Pol. Roccaravindola                   | 37 | 30 | 10 | 7  | 13 | 49 | 47 | +2  |
|  | 10.  | S.S. Scapoli                          | 37 | 30 | 10 | 7  | 13 | 32 | 44 | -12 |
|  | 11.  | A.S.D. Monti Dauni                    | 36 | 30 | 9  | 9  | 12 | 37 | 37 | 0   |
|  | 12.  | U.S. Calcio Montenero                 | 33 | 30 | 9  | 6  | 15 | 28 | 49 | -21 |
|  | 13.  | A.S.D. Frosolone                      | 26 | 30 | 7  | 5  | 18 | 21 | 45 | -24 |
|  | 14.  | A.S.D. Comprensorio Provincia Isernia | 25 | 30 | 5  | 10 | 15 | 23 | 46 | -23 |
|  | 15.  | A.S. San Giacomo Basso Molise         | 24 | 30 | 5  | 9  | 16 | 36 | 49 | -13 |
|  | 16.  | A.S. Santeliana                       | 17 | 30 | 3  | 8  | 19 | 12 | 64 | -52 |

## Spareggi

### Play-off

#### Semifinali
| Squadra 1       | Totale | Squadra 2         | Andata | Ritorno |
| --------------- | ------ | ----------------- | ------ | ------- |
| Termoli         | 3 - 2  | Atletico Trivento | 2 - 1  | 1 - 1   |
| Campobasso 1919 | 1 - 2  | Guglionesi        | 1 - 1  | 0 - 1   |

##### Andata
| 2007 | Termoli | 2 – 1 | Atletico Trivento |  |

| 2007 | Campobasso 1919 | 1 – 1 | Guglionesi |  |

##### Ritorno
| 2007 | Atletico Trivento | 1 – 1 | Termoli |  |

| 2007 | Guglionesi | 1 – 0 | Campobasso 1919 |  |

#### Finale
| Squadra 1  | Risultato | Squadra 2 |
| ---------- | --------- | --------- |
| Guglionesi | 2 - 3     | Termoli   |

| Montenero di Bisaccia 20 maggio 2007                                                       | Guglionesi | 2 – 3                     | Termoli |  |
| \| \| \| \| \| Lo Giudice 35’ De Filippis 85’ \| Marcatori \| 7’ Basile 20’, 61’ Iaboni \| |            |                           |         |  |
|                                                                                            |            |                           |         |  |
| Lo Giudice 35’ De Filippis 85’                                                             | Marcatori  | 7’ Basile 20’, 61’ Iaboni |         |  |

Termoli qualificato ai play-off nazionali.

### Play-out
| Squadra 1                      | Totale | Squadra 2 | Andata | Ritorno |
| ------------------------------ | ------ | --------- | ------ | ------- |
| Comprensorio Provincia Isernia | 1 - 1  | Frosolone | 1 - 0  | 0 - 1   |
| San Giacomo Basso Molise       | 3 - 3  | Montenero | 2 - 1  | 1 - 2   |

#### Andata
| 2007 | Comprensorio Provincia Isernia | 1 – 0 | Frosolone |  |

| 2007 | San Giacomo Basso Molise | 2 – 1 | Montenero |  |

#### Ritorno
| 2007 | Frosolone | 1 – 0 | Comprensorio Provincia Isernia |  |

| 2007 | Montenero | 2 – 1 | San Giacomo Basso Molise |  |